# 1. československá fotbalová liga 1984/1985
1. československou ligu v sezóně 1984 – 1985 vyhrála TJ Sparta ČKD Praha.

## Tabulka ligy
| Poř. | Tým                          | Z  | V  | R  | P  | VG | OG | B  |
| ---- | ---------------------------- | -- | -- | -- | -- | -- | -- | -- |
| 1.   | TJ Sparta ČKD Praha          | 30 | 19 | 5  | 6  | 64 | 24 | 43 |
| 2.   | TJ Bohemians ČKD Praha       | 30 | 17 | 9  | 4  | 58 | 26 | 43 |
| 3.   | SK Slavia Praha IPS          | 30 | 16 | 7  | 7  | 59 | 33 | 39 |
| 4.   | TJ Baník Ostrava OKD         | 30 | 14 | 11 | 5  | 41 | 23 | 39 |
| 5.   | ASVS Dukla Praha             | 30 | 13 | 6  | 11 | 51 | 40 | 32 |
| 6.   | TJ Sigma ZTS Olomouc         | 30 | 10 | 11 | 9  | 50 | 47 | 31 |
| 7.   | ASVŠ Dukla Banská Bystrica   | 30 | 15 | 1  | 14 | 38 | 44 | 31 |
| 8.   | TJ Rudá hvězda Cheb          | 30 | 12 | 6  | 12 | 44 | 38 | 30 |
| 9.   | TJ Spartak TAZ Trnava        | 30 | 10 | 9  | 11 | 33 | 39 | 29 |
| 10.  | TJ Lokomotíva Košice         | 30 | 9  | 9  | 12 | 34 | 44 | 27 |
| 11.  | TJ Vítkovice                 | 30 | 8  | 10 | 12 | 30 | 41 | 26 |
| 12.  | TJ Tatran Prešov             | 30 | 9  | 6  | 15 | 28 | 46 | 24 |
| 13.  | TJ Inter Slovnaft Bratislava | 30 | 7  | 9  | 14 | 25 | 34 | 23 |
| 14.  | TJ ZVL Žilina                | 30 | 8  | 7  | 15 | 26 | 49 | 23 |
| 15.  | TJ ZŤS Petržalka             | 30 | 6  | 9  | 15 | 29 | 47 | 21 |
| 16.  | TJ Slovan CHZJD Bratislava   | 30 | 6  | 7  | 17 | 24 | 59 | 19 |

## Soupisky mužstev

### TJ Sparta ČKD Praha
André Houška (5/0/1),
Jaroslav Olejár (3/0/2),
Jan Stejskal (22/0/11) –
Jan Berger (27/10),
Miloš Beznoska (17/2),
Július Bielik (29/1),
Vlastimil Calta (28/4),
Miloslav Denk (22/2),
Daniel Drahokoupil (16/0),
Stanislav Griga (30/15),
Ivan Hašek (20/3),
Jozef Chovanec (30/2),
Josef Jarolím (23/2),
Jiří Kabyl (1/0),
Vítězslav Lavička (12/1),
Stanislav Lieskovský (5/0),
Pavel Matějka (1/0),
Petar Novák (9/0),
Lubomír Pokluda (12/4),
Richard Polák (4/0),
Zdeněk Procházka (27/10),
Vladimír Rosenberger (2/0),
František Straka (27/3),
Zdeněk Ščasný (13/1),
Josef Valkoun (1/0) –
trenér Vladimír Táborský, asistenti Michal Jelínek (1.–15. kolo) a František Mysliveček (16.–30. kolo)

### TJ Bohemians ČKD Praha
Vladimír Borovička (24/0/7),
Zdeněk Hruška (6/0/2) –
Milan Čermák (3/0),
Vladimír Hruška (21/4),
Pavel Chaloupka (16/7),
František Jakubec (26/0),
Petr Janečka (30/16),
Zdeněk Koukal (18/4),
Jozef Kukučka (22/1),
Stanislav Levý (29/2),
Jaroslav Marčík (7/0),
Tomáš Matějček (3/0),
Tibor Mičinec (27/11),
Jiří Ondra (27/1),
Zdeněk Prokeš (27/5),
Jiří Sloup (21/3),
Zdeněk Šajtar (11/1),
Milan Škoda (21/2),
Zdeněk Ščasný (7/0),
Jiří Tymich (5/0),
Pavel Vandas (1/0),
Peter Zelenský (22/1),
Jan Zetek (2/0) –
trenér Tomáš Pospíchal), asistent Ivan Kopecký

### SK Slavia Praha IPS
Juraj Šimurka (7/0/3),
Milan Veselý (23/0/8) –
Miroslav Beránek (28/1),
Petr Čermák (4/0),
Jiří Doležal (30/4),
Milan Frýda (14/0),
Dušan Griga (1/0),
Zbyněk Hotový (1/0),
Miroslav Janů (27/3),
Karel Jarolím (23/5),
Jiří Jeslínek (29/2),
Petr Kašpar (1/0),
Ivo Knoflíček (28/21),
Karel Kuba (1/0),
Luboš Kubík (29/4),
Jaroslav Němec (27/13),
Vlastimil Petržela (6/0),
Josef Raška (4/0),
Oldřich Rott (18/1),
Pavel Řehák (13/1),
Roman Sokol (27/2),
Zdeněk Šajtar (10/0),
Miloslav Šebek (19/1),
Milan Šimůnek (15/1),
Štefan Zajac (4/1),
Radek Zálešák (1/0) –
trenér Jaroslav Jareš, asistent Bohumil Smolík

### TJ Baník Ostrava OKD
Luděk Mikloško (29/0/14),
Stanislav Vahala (1/0/0) –
Libor Bilas (2/0),
Dušan Fábry (25/2),
Alois Grussmann (1/0),
Jiří Jurásek (1/0),
Karel Kula (25/6),
Vlastimil Kula (3/1),
Verner Lička (21/11),
Petr Němec (25/3),
Lubomír Odehnal (23/1),
Zbyněk Ollender (3/0),
Petr Ondrášek (26/1),
Václav Pěcháček (28/2),
Ladislav Richter (1/0),
Roman Sialini (23/0),
Lubomír Šrámek (14/0),
Zdeněk Šreiner (30/2),
Dušan Šrubař (5/0),
Zdeněk Válek (30/2),
Rostislav Vojáček (22/1),
Petr Zajaroš (29/2),
Jiří Záleský (18/3) –
trenér Josef Kolečko, asistenti Miloslav Bialek, Petr Huděc

### ASVS Dukla Praha
Petr Kostelník (10/0/2),
Karel Stromšík (21/0/5) –
Aleš Bažant (22/2),
Miloš Belák (25/7),
Václav Daněk (18/5),
Jan Fiala (30/0),
Dušan Fitzel (10/0),
Pavel Karoch (4/0),
Josef Klucký (16/1),
Pavel Korejčík (26/12),
Tomáš Kříž (20/2),
Aleš Laušman (10/0),
Milan Luhový (14/2),
Josef Novák (14/1),
Rudolf Pavlík (15/1),
Stanislav Pelc (24/3),
Petr Rada (29/0),
Ivo Staš (5/1),
Luboš Urban (18/3),
Michal Váňa (11/4),
Bohuš Víger (6/0),
Ladislav Vízek (30/7) –
trenér Ladislav Novák, asistenti Jan Brumovský, Ivo Viktor

### TJ Sigma ZTS Olomouc
Jiří Doležílek (14/0/4),
Zdeněk Tulis (17/0/1) –
Miroslav Bôžik (3/0),
Jaromír Fiala (27/0),
Jiří Fiala (28/2),
Jiří Hajský (10/0),
Ladislav Jegla (7/0),
Pavel Jeřábek (5/0),
Leoš Kalvoda (29/4),
Ladislav Kučerňák (26/4),
Vladislav Lauda (27/11),
Oldřich Machala (27/2),
Jiří Malík (7/0),
Petr Mrázek (16/0),
Rudolf Muchka (23/4),
Vlastimil Palička (15/0),
Miroslav Příložný (25/18),
Ladislav Richter (3/0),
Stanislav Skříček (22/1),
Petr Stejskal (1/0),
Vladimír Šišma (27/2),
Oto Vyskočil (26/2) –
trenér Karel Brückner, asistent Vlastimil Zeman

### ASVŠ Dukla Banská Bystrica
Marián Magdolen (18/0/7),
Miroslav Mentel (13/0/5) –
Milan Bagin (28/1),
Stanislav Baláž (13/2),
Gabriel Boroš (11/4),
Jaroslav Boroviak (3/0),
Pavol Diňa (27/4),
Juraj Jarábek (1/0),
Vladimír Kinier (28/0),
Ján Kocián (19/2),
Igor Lančarič (1/0),
Milan Lackovič (16/2),
Jozef Majzlík (24/0),
Miroslav Miškuf (17/5),
Milan Nemec (29/6),
Jozef Oboril (22/1),
Dezider Siládi (13/0),
Vladimír Sivý (27/0),
Marián Takáč (29/6),
Miloš Targoš (22/1),
Marián Valach (17/3),
Dušan Vrťo (5/0) –
trenér Jozef Adamec, asistent Anton Hrušecký

### TJ Rudá hvězda Cheb
Jiří Krbeček (3/0/1),
Jiří Richter (27/0/7) –
Gabriel Bertalan (20/3),
Michal Bílek (30/2),
Radek Drulák (25/3),
Peter Herda (29/10),
Miroslav Kadlec (28/1),
Zdeněk Klucký (16/0),
Roman Kukleta (19/1),
Vítězslav Lavička (14/1),
Milan Lindenthal (30/7),
Tomáš Matějček (9/1),
Jozef Medgyes (7/0),
Lubomír Pokluda (14/2),
Stanislav Schwarz (25/1),
Miroslav Siva (29/7),
Tomáš Skuhravý (28/4),
Milan Svojtka (1/0),
Jaroslav Šilhavý (26/0) –
trenér Dušan Uhrin, asistent Alfons Skokan

### TJ Spartak TAZ Trnava
Pavol Čaladík (15/0/5),
Vlastimil Opálek (15/0/6) –
Attila Belanský (15/1),
Marián Brezina (24/2),
Alexander Cabaník (26/4),
Jozef Dian (24/6),
Vladimír Ekhardt (26/5),
Libor Fašiang (28/0),
Peter Fijalka (17/2),
Vladimír Filo (11/1),
Ján Gabriel (22/3),
Michal Gašparík (25/3),
Ivan Hucko (4/0),
Ivan Kavecký (9/2),
Igor Klejch (13/2),
Marián Kopčan (18/1),
Viliam Martinák (25/0),
Peter Mrva (27/0),
Vojtech Petráš (18/0),
Konštantín Šimo (14/1) –
trenér Justín Javorek, asistenti Dušan Radolský, od 15. 11. 1984 Ladislav Kuna

### TJ Lokomotíva Košice
Vladimír Figura (12/0/5),
Jozef Gašpar (1/0/0),
Marián Vraštiak (19/0/5) –
Peter Andrejco (5/0),
Bohumil Andrejko (14/2),
Ivan Čabala (25/0),
František Diheneščík (4/0),
Peter Fecko (29/14),
Alojz Fedor (15/0),
Jozef Ferenc (2/0),
Michal Kopej (12/0),
Eduard Kováč (16/1),
Ján Kozák (8/1),
František Kunzo (27/0),
Peter Lovacký (12/0),
Ján Máčaj (26/1),
Jaroslav Mikloško (8/1),
Alexander Péter (29/2),
Jiří Repík (23/0),
Ladislav Rychtárik (4/0),
Stanislav Strapek (28/3),
Milan Suchánek (29/1),
Štefan Tóth (4/0),
Vladimír Vankovič (29/8),
Matúš Viboch (1/0) –
trenér Jozef Jankech, asistenti Ladislav Belanský (do 31. 12. 1984), Michal Baránek a Jozef Móder (od 1. 1. 1985)

### TJ Vítkovice
Jaroslav Netolička (16/0/3),
Jaroslav Zápalka (14/0/6) –
Jiří Běleš (26/3),
Rostislav Čevela (14/0),
Stanislav Dostál (29/3),
Tadeáš Gajger (17/0),
Lumír Havránek (6/0),
Ján Herda (9/0),
Zbyněk Houška (13/3),
Stanislav Husárik (3/0),
Luděk Kovačík (28/4),
Ivo Králík (19/0),
Jindřich Kušnír (21/1),
Milan Lišaník (27/2),
Zdeněk Lorenc (25/1),
Zdeněk Malcharek (5/0),
Jozef Marchevský (11/0),
Ján Moravčík (1/0),
Zdeněk Páleník (1/0),
Ivan Panáč (4/0),
Roman Sedláček (7/0),
Vlastimil Stařičný (13/0),
Jiří Struhala (1/0),
Dušan Suchý (1/0),
Zdeněk Svatonský (23/0),
Oldřich Škarecký (26/2),
Jiří Šourek (17/11) –
trenér Jiří Dunaj, asistenti Josef Kalus a Jiří Magnusek

### TJ Tatran Prešov
Karol Korpáš (19/0/8),
Miroslav Kováč (12/0/2) –
Luboš Anina (23/2),
Ľubomír Bednár (21/0),
Pavol Biroš (1/0),
František Buzek (1/0),
Anton Filarský (2/0),
Vladimír Gombár (16/4),
Miroslav Hermer (8/0),
Marián Janas (5/0),
Marián Jozef (19/2),
Bartolomej Juraško (11/0),
Štefan Kapráľ (1/0)
Miroslav Labun (24/2),
Ján Molka (23/3),
Marián Prusák (26/2),
Jaroslav Rybár (12/3),
Ján Semančík (6/0),
Pavol Stričko (12/0),
Jozef Talášek (28/1),
Ladislav Topercer (2/0),
Dušan Uškovič (30/6),
Štefan Varga (28/0,
Pavol Vytykač (24/1),
Jaroslav Zajac (26/1) –
trenér Jozef Jarabinský, asistent Juraj Mihalčin

### TJ Inter Slovnaft Bratislava
Eleg Jakubička (11/0/3),
Dušan Maluniak (19/0/5) –
Jozef Barmoš (27/0),
Karol Brezík (22/1),
Rudolf Ducký (26/1),
Peter Fieber (26/2),
Juraj Filan (5/0),
Radomír Hrotek (13/0),
Ladislav Hudec (17/0),
Libor Koník (20/2),
Eduard Kopča (4/0),
Rudolf Kramoliš (14/0),
Milan Krupčík (21/0),
Ján Lehnert (14/0),
Peter Michalec (9/0),
Stanislav Moravec (27/7),
Peter Mráz (23/5),
Rudolf Rehák (11/0),
Jozef Režnák (10/0),
Pavol Šebo (28/2),
Marián Tomčák (25/5),
Vladimír Weiss (1/0) –
trenéři Štefan Šimončič (1.–15. kolo, do 20. 12. 1984) a Michal Vičan (16.–30. kolo, od 21. 12. 1984), asistent Anton Dragúň

### TJ ZVL Žilina
Jozef Michálek (24/0/8),
Ivan Žiak (6/0/1) –
Ján Berešík (11/0),
Vladimír Čilo (28/0),
Ľubomír Faktor (21/1)
Miroslav Gerhát (27/1),
Vladimír Goffa (19/4),
Dušan Griga (4/0),
Jiří Horáček (2/0),
Vladimír Hýll (3/0),
Viliam Hýravý (27/4),
Jaroslav Kekely (15/0),
Dušan Kopačka (1/0),
Miroslav Kovanič (19/0),
Jozef Krivjančin (9/0),
Stanislav Močár (20/2),
Jozef Norocký (4/1),
Ľudovít Sklenský (5/1),
Pavol Strapáč (24/3),
Ivan Šimček (21/5),
Milan Šmehýl (21/0),
Miroslav Turianik (26/1),
Štefan Zajac (14/3),
Milan Zvarík (29/0) –
trenér Emil Bezdeda, asistent Albert Rusnák

### ZŤS Petržalka
Jozef Hroš (30/0/8) -
Stanislav Blecha (1/0),
Roman Drobný (12/1),
Ján Hikl (1/0),
Tibor Chovanec (6/0),
Marián Ježík (5/0),
Ondrej Kadák (22/1),
Jozef Kubica (28/1),
Ľudovít Lancz (25/5),
Marián Masný (27/6),
Peter Pavlovič (23/0),
Marián Pochaba (25/4),
Ladislav Repáčik (29/1),
Emil Stranianek (25/1),
Jaroslav Šimončič (10/1),
Peter Šoltés (28/6),
Imrich Tóth (26/2),
Štefan Valent (23/0),
Ivan Vrabec (14/0),
Ľubomír Zrubec (24/0) -
trenér Štefan Slezák, asistent Jozef Balažovič

### TJ Slovan CHZJD Bratislava
René Babušík (2/0/0),
Milan Mana (14/0/4),
Pavol Michalík (15/0/4),
Alexander Vencel (1/0/0) –
Vladimír Bechera (27/1),
Róbert Bielek (17/1),
Anton Bíly (2/0),
Rudolf Bobek (30/2),
Ladislav Cabadaj (19/5),
Viktor Daňko (6/0),
Igor Frič (29/2),
Ľubomír Havran (7/0),
Miroslav Hirko (19/3),
Ján Hlavatý (27/4),
Štefan Horný (30/5),
Gabriel Hornyák (18/0),
Roman Kudlík (8/0),
Dušan Magula (5/0),
Peter Matovič (9/0),
Ján Richter (28/0),
Ivan Schulcz (24/0),
Tomáš Stúpala (7/0),
Boris Šimkovič (4/0),
Jaroslav Ťažký (14/0),
Milan Uhlík (22/1) –
trenéři Ján Hucko (1.–15. kolo, do 31. 12. 1984) a Jozef Obert (16.–30. kolo, od 1. 1. 1985), asistent Koloman Gögh